# Lounès Bendahmane
Lounés Bendahmane (ur. 3 kwietnia 1977 w Baghli) – piłkarz algierski grający na pozycji pomocnika.

## Kariera klubowa
Karierę piłkarską Bendahmane rozpoczął w klubie JS Bordj Ménaïel. W 1997 roku zadebiutował w nim w drugiej lidze algierskiej. W 2000 roku odszedł z tego klubu do pierwszoligowego JS Kabylie. Grał w nim do końca 2005 roku. Wraz z JS Kabylie wywalczył mistrzostwo kraju w 2004 roku oraz trzykrotnie zdobył Puchar CAF w latach 2000-2002.
W 2006 roku Bendahmane odszedł do USM Annaba, a po pół roku gry w nim przeszedł do MC Algier, z którym w sezonie 2006/2007 zdobył Puchar Algierii. W trakcie sezonu trafił do OMR El Annasser, a w sezonie 2007/2008 występował w drugoligowym RC Kouba. W latach 2008–2010 był piłkarzem CR Belouizdad. Latem 2010 podpisał kontrakt z MC Saïda. Następnie grał w CA Bordj Bou Arreridj i Olympique Medea.
| Sezon   | Klub                  | Kraj     | Rozgrywki              | Mecze | Bramki |
| ------- | --------------------- | -------- | ---------------------- | ----- | ------ |
| 1997/98 | JS Bordj Ménaïel      | Algieria | Championnat National 2 | ?     | ?      |
| 1998/99 | JS Bordj Ménaïel      | Algieria | Championnat National 2 | ?     | ?      |
| 1999/00 | JS Bordj Ménaïel      | Algieria | Championnat National 2 | ?     | ?      |
| 2000/01 | JS Kabylie            | Algieria | Championnat National   | 28    | 7      |
| 2001/02 | JS Kabylie            | Algieria | Championnat National   | 25    | 4      |
| 2002/03 | JS Kabylie            | Algieria | Championnat National   | 26    | 3      |
| 2003/04 | JS Kabylie            | Algieria | Championnat National   | 19    | 0      |
| 2004/05 | JS Kabylie            | Algieria | Championnat National   | 21    | 0      |
| 2005/06 | JS Kabylie            | Algieria | Championnat National   | 7     | 0      |
| 2005/06 | USM Annaba            | Algieria | Championnat National   | 10    | 0      |
| 2006/07 | MC Algier             | Algieria | Championnat National   | 9     | 1      |
| 2006/07 | OMR El Annasser       | Algieria | Championnat National   | 15    | 3      |
| 2007/08 | RC Kouba              | Algieria | Championnat National 2 | ?     | ?      |
| 2008/09 | CR Belouizdad         | Algieria | Championnat National   | 25    | 2      |
| 2009/10 | CR Belouizdad         | Algieria | Championnat National   | 19    | 0      |
| 2010/11 | MC Saïda              | Algieria | Championnat National   | 26    | 1      |
| 2011/12 | CA Bordj Bou Arreridj | Algieria | Championnat National 2 | ?     | ?      |
| 2012/13 | CA Bordj Bou Arreridj | Algieria | Championnat National   | 29    | 2      |
| 2013/14 | CA Bordj Bou Arreridj | Algieria | Championnat National   | 24    | 3      |
| 2014/15 | Olympique Medea       | Algieria | Championnat National 2 | ?     | ?      |

## Kariera reprezentacyjna
W reprezentacji Algierii Bendahmane zadebiutował 1 czerwca 2001 roku w wygranym 3:2 meczu eliminacji do Pucharu Narodów Afryki 2002 z Angolą. W 2002 roku został powołany do kadry Algierii na Puchar Narodów Afryki 2002. Na tym turnieju rozegrał jeden mecz, z Mali (0:2). W kadrze narodowej od 2001 do 2003 roku rozegrał 5 meczów.